# یواس‌اس تیلمن (دی‌دی-۱۳۵)
یواس‌اس تیلمن (دی‌دی-۱۳۵) (به انگلیسی: USS Tillman (DD-135)) یک کشتی بود که طول آن ۳۱۴ فوت ۴ ۱⁄۲ اینچ (۹۵٫۸۲۲ متر) بود. این کشتی در سال ۱۹۱۸ ساخته شد.